# شیوا خنیاگر
شیوا (فاطمه) خنیاگر (زادهٔ ۶ خرداد ۱۳۴۶ در تهران) بازیگر سینما و تلویزیون اهل ایران است. او بازیگری را با حضور در فیلم عبور از غبار در سال ۱۳۶۸ شروع کرد.

## زندگی‌نامه
شیوا خنیاگر، در سال ۱۳۴۶ در تهران متولد شد. او فارغ‌التحصیل کارشناسی ادبیات فارسی در سال ۱۳۶۳ است و همچنین دورهٔ فیلم‌نامه‌نویسی را سال ۱۳۶۹ گذراند. وی فعالیت در سینما را از سال ۱۳۶۸ با فیلم «عبور از غبار» آغاز کرد.

## کارنامه هنری

### سینمایی
1. پانسیون دختران (۱۳۹۳)
2. دلتنگی‌های عاشقانه (۱۳۹۱)
3. بی‌تابی بیتا (۱۳۹۰)
4. یک سطر واقعیت (۱۳۹۰)
5. رهاتر از دریا (۱۳۸۹)
6. آقای دوپهلو (۱۳۸۹)
7. امشب شب مهتابه (۱۳۸۷)
8. بیداری (۱۳۸۷)
9. چهره به چهره (۱۳۸۷)
10. سایه وحشت (۱۳۸۷)
11. دوشیزه باران (۱۳۸۶)
12. کلاغ پر (۱۳۸۶)
13. سوغات فرنگ (۱۳۸۵)
14. مقلد شیطان (۱۳۸۵)
15. ستاره‌ها ۱: ستاره می‌شود (۱۳۸۴)
16. ازدواج صورتی (۱۳۸۳)
17. عروس فراری (۱۳۸۳)
18. پسران مهتاب (ارتشی در تاریکی) (۱۳۸۱)
19. جایی دیگر (۱۳۸۱)
20. چهره (۱۳۷۴)
21. فردا روز دیگری است (۱۳۷۴)
22. دیوانه‌وار (۱۳۷۳)
23. مجسمه (۱۳۷۱)
24. مریم و میتیل (۱۳۷۱)
25. شانس زندگی (۱۳۷۰)
26. عشق و مرگ (۱۳۶۹)
27. عبور از غبار (۱۳۶۸)

### مجموعه‌های تلویزیونی
| سال  | نام سریال             | کارگردان               | شبکه                    |
| ---- | --------------------- | ---------------------- | ----------------------- |
| ۱۳۸۲ | دایره تردید           | امیر قویدل             | شبکه ۱                  |
| ۱۳۸۳ | روشنایی‌های شهر        | مسعود کرامتی           | شبکه ۲                  |
| ۱۳۸۴ | راه شب                | داریوش فرهنگ           | شبکه ۳                  |
| ۱۳۸۵ | پرواز در حباب         | سیروس مقدم             | شبکه ۳                  |
| ۱۳۸۶ | اغما                  | سیروس مقدم             | شبکه ۱/پخش در ماه رمضان |
| ۱۳۸۷ | مرگ تدریجی یک رؤیا    | فریدون جیرانی          | شبکه ۲                  |
| ۱۳۸۸ | شب هزارویکم           | علی بهادر              | شبکه ۱                  |
| ۱۳۸۹ | ملکوت                 | محمدرضا آهنج           | شبکه ۲/پخش در ماه رمضان |
| ۱۳۸۹ | ستایش (فصل اول)       | سعید سلطانی            | شبکه ۳                  |
| ۱۳۸۹ | آسمان همیشه ابری نیست | سعید عالم زاده         | شبکه یک                 |
| ۱۳۹۰ | سهمی برای دوست        | مسعود اطیابی           | شبکه ۲                  |
| ۱۳۹۱ | عملیات ۱۲۵ (سری سوم)  | مسعود آب‌پرور           | شبکه تهران              |
| ۱۳۹۳ | قهر و آشتی            | علی ژکان               | شبکه ۱                  |
| ۱۳۹۵ | ماه و پلنگ            | احمد امینی             | شبکه ۳                  |
| ۱۳۹۸ | بوی باران             | محمود معظمی            | شبکه ۱                  |
| ١٣٩٩ | بوم و بانو            | سعید سلطانی            | شبکه ٢/پخش در ماه محرم  |
| ١۴٠٠ | یاور                  | سعید سلطانی اصغر نعیمی | شبکه ٣/پخش در ماه رمضان |
| ١۴٠١ | خوشنام                | علیرضا نجف زاده        | شبکه ١/پخش در ماه رمضان |
| ١۴٠١ | تازه وارد             | رضا محبی نوری          | شبکه ٣                  |